# Textilní zkušebnictví
Textilní zkušebnictví je soubor činností, které vedou k poznání úrovně vlastností textilií. Na zkušebních přístrojích se zjistí číselné hodnoty (data) potřebné pro stanovení, zda textilie vyhovuje požadavkům kvality. Data získaná z měření jsou také podkladem pro hodnocení vlastností při vývoji nových textilií a textilních výrobků. 
Data z měření jsou zpracována statistickými metodami.

## Textilie
Textilie se všeobecně dělí podle tvaru na:
- textilie délkové - vlákna, příze, nitě. Obecně jsou to textilie, kde délka řádově převyšuje tloušťku. Např. nit má tloušťku 0,2 mm, ale délku až několik stovek metrů.
- textilie plošné - tkaniny, pleteniny, netkané textilie, pletenotkané, 3D tkaniny, 3D pleteniny. U těchto textilií dva rozměry - délka a šířka řádově převyšují tloušťku.
- textilie třídimenzionální (prostorové) - plstě, špalky, těsnění. Tyto textile mají všechny tři rozměry (délka, šířka, tloušťka) srovnatelné.

- výrobky z textilií - chemicky upravené, zpracované šitím, svařováním, lepením (oděvy, stany, atp.)

## Vlastnosti textilií
- geometrické: délka, tloušťka, zvlnění (měření zkadeření), atd.
- fyzikální: mechanické, sorpční, termické a optické
- chemické: odolnost v chemikáliích, reakce na působení chemikálií, atd.

## Metody stanovení úrovně vlastností textilií - zkušební metody
Zkušební metody slouží ke stanovení úrovně vlastností textilií měřením, a to objektivně, nezávisle na přání nebo záměru osoby, která je měřením pověřena (dále zkušebník).
Z pohledu rozdělení vlastností textilií je možno zkušební metody rozčlenit na konkrétní zaměření metody, např.:

### Metody pro stanovení geometrických vlastnosti
- metoda pro stanovení délky vláken
- metoda pro stanovení délky nitě v návinu
- metoda pro stanovení zkrácení nitě při tkaní - setkání,
- metoda pro stanovení tloušťky tkaniny
- atd.

### Metody pro stanovení fyzikálních vlastnosti
- metoda pro stanovení sorpce (navlhavosti) textilií
- metoda pro stanovení pevnosti a protažení (tažnosti)
- metoda pro stanovení odolnosti proti jinému mechanickému namáhání
- metoda pro stanovení lesku textilií
- metoda pro stanovení odolnosti proti vodě
- metoda pro stanovení odolnosti proti ohni (hořlavost)
- atd.

### Metody pro stanovení chemických vlastnosti
- metoda pro stanovení afinity k barvivům
- metoda pro stanovení odolnosti proti chemickému namáhání (odolnost v kyselinách a louzích, odolnost v potu, atd.)
- atd.

## Předpisy pro provádění zkoušení - technická normalizace
Pro zajištění konstantních podmínek měření, zpracování dat a konečného výroku slouží technické normy. Tyto slouží k tomu, aby nedocházelo ke sporům dodavatele a odběratele ohledně hodnot úrovně vlastností a tím pádem také spor o splnění požadované kvality, řídí se zkušebnictví technickými normami (viz Technická norma). Normy pro textil mají třídu norem 80, tedy ČSN 80 xxxx. Normy pak stanoví:
- kdy se má určitá vlastnost zkoušet
- kdo může provádět zkoušení
- za jakých podmínek se má zkoušet (zejména klimatické podmínky)
- na jakém zařízení se má zkoušet a kolikrát má být zkouška provedena
- jak se mají výsledky zkoušení presentovat (kromě formy výroku také matematické vztahy a vzorce a způsob zpracování dat).

Většina norem ČSN 80 xxxx už neplatí a byly harmonizovány s normami evropskými EN nebo mezinárodními ISO. Číslo normy je od třídění ČSN odlišné, a proto se číslo ČSN uvádí jako třídící znak. Číslo normy je pak např. ČSN EN ISO 2060 (80 0702) Textilie - Nitě v návinech - Zjišťování jemnosti (délkové hmotnosti) pásmovou metodou.

### Normy řady ISO 9000
ČSN EN ISO 9001 Systémy managementu kvality: Hlavním požadavkem na řízení jakosti je provázanost na tyto normy. Jsou zde specifikovány požadavky na systémová opatření tak, aby organizace byla schopna trvale zajistit kvalitu svých výrobků a služeb, aby byly zajištěny požadavky zákazníka včetně zákonů a předpisů, které se k tomu váží. Spočívá v úmyslu zvyšovat spokojenost zákazníka efektivním aplikováním tohoto systému, včetně procesů k jeho zlepšování. Z uvedeného vyplývá, že ne vždy je nutné dodávat výrobky té nejvyšší kvality, avšak dohodnutá kvalita musí být dlouhodobě zajišťována. Textilní zkušebnictví a jeho systém ve výrobě má dohled nad předepsanou úrovní kvality na jednotlivých stupních činnosti organizace.

## Textilní zkušebnictví v textilní výrobě
Textilní zkušebnictví je důležitou součástí textilní výroby. Bývá zařazeno do útvaru řízení kvality a jako takové podřízeno přímo řediteli firmy.
Z hlediska návaznosti na tok materiálu je zkušebnictví zařazováno na všechny technologické stupně výroby, vč. přejímky materiálu a kontroly hotových výrobků. Na jednotlivých technologických stupních výroby se jedná o mezioperační kontrolu. Ta spočívá v odběru vzorků, stanovení úrovně sledovaných vlastností a následně regulační zásah do výroby.

## Způsoby kontroly a regulace výroby
Z hlediska řízení kvality se textilní zkušebnictví podílí na produkci a shromažďování dat o kvalitě na jednotlivých stupních výroby a jejich poskytování pro regulaci a optimalizaci. Ke všem způsobům zásahů do výroby a regulace jsou potřeba data.
Regulace probíhá buď:
- diskontinuálně, kdy zásah do výroby je prováděn " ex post". Data slouží pro dodatečný zásah.
- počítačově podporovaným sledováním a regulací výroby [1]
- kontinuálně, kdy zásah je prováděn ihned po zjištění chyby (on line). To je realizováno např. změnou průtahu v závislosti na tloušťce pramene na protahovacích strojích.
- statistickou analýzou výskytu vad ve výrobcích, snížením variability výrobních procesů a odstraněním příčin výskytu chyb ve výrobě (metoda Six Sigma a další)[2]